# Бицик Дмитро
Дмитро Василь Бицик (*7 вересня 1924, с. Яснище Львівської області - 4 листопада 2007, м. Гвельф Канада) — український діяч діаспори, член ОУН, меценат. 

## Життєпис
Народився 7 вересня 1924 року у селі Яснище, повіт Броди, Львівщина. У 1942 році вступив до ОУН. 1944 році мобілізований до Червоної армії, під Тарновом потрапив в німецький полон. 
В Канаді з 1950 року. Був активним членом Українських державницьких організацій. Обраний головою Ліги Визволення України в місті Гвельф а в 1954 році господар виховно-молодіжної оселі Спілки Української Молоді Канади "Веселка" в м. Актон, Онтаріо. Відомий за свою жертовність на громадські і національні цілі, фундатор 1-го і 4-го томів Літопису УПА.
Помер 4 листопада 2007 року.
Похований на Українському цвинтарі Св. Володимира в місті Оквілл, Онтаріо.

## Джерело
- Літопис УПА. Том 4. Торонто - Київ. 2002.